# 代尼希
50°12′55″N 28°24′28″E / 50.21528°N 28.40778°E

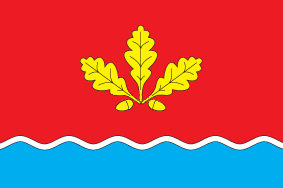
代尼希村旗

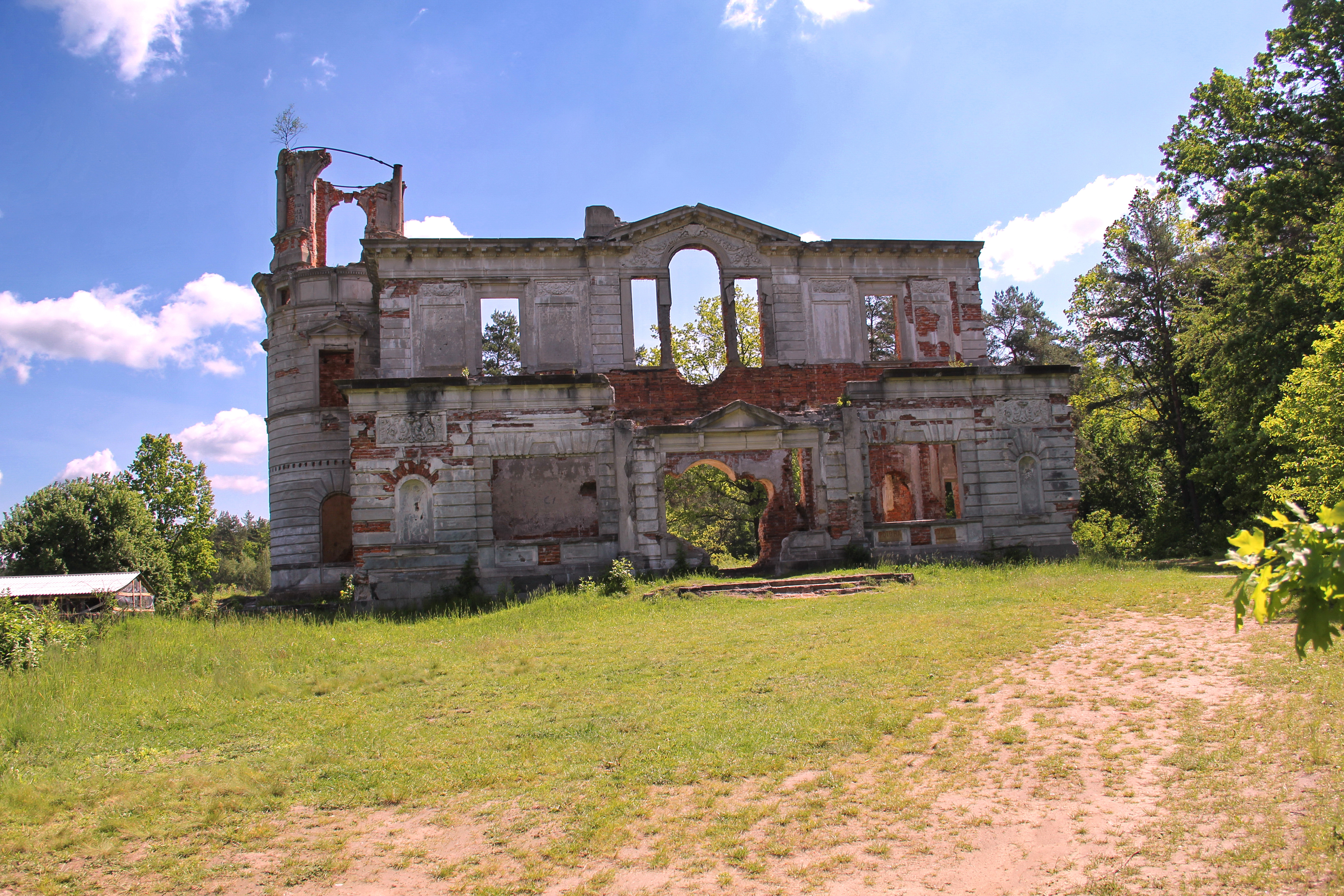
位於代尼希的泰雷什琴科宮殘跡

代尼希（羅馬化：Denyshi）是烏克蘭北部日托米爾州日托米爾區泰泰里夫卡市镇的村落，面積1.32平方公里，海拔高度208米，2001年人口1,164人，人口密度每平方公里879.15人。

## 地理
代尼希位在捷捷列夫河左岸，下游約13公里為捷捷列夫卡，下游約19公里為日托米爾，上游約11公里為維索卡皮奇。